# Norstat
Norstat är ursprungligen ett norskt marknadsundersökningsföretag, bildat 1997. Norstat har numera kontor i alla skandinaviska länder, Baltikum, Polen samt ytterligare åtta länder i Europa och är norra Europas största datainsamlare för alla typer av undersökningar. Det svenska huvudkontoret finns i Linköping och företaget är representerat med egna lokaler även i Stockholm och Göteborg. Norstats verksamhet är främst inriktad på marknadsundersökningar över telefon och Internet men även personliga intervjuer, fokusgrupper och djupintervjuer ingår i verksamhetsfältet. Personliga intervjuer genomförs även i städer där Norstat inte har lokaler. Det totala antalet medlemmar i panelerna är numera över 650000.